# Solanin

Solanin.

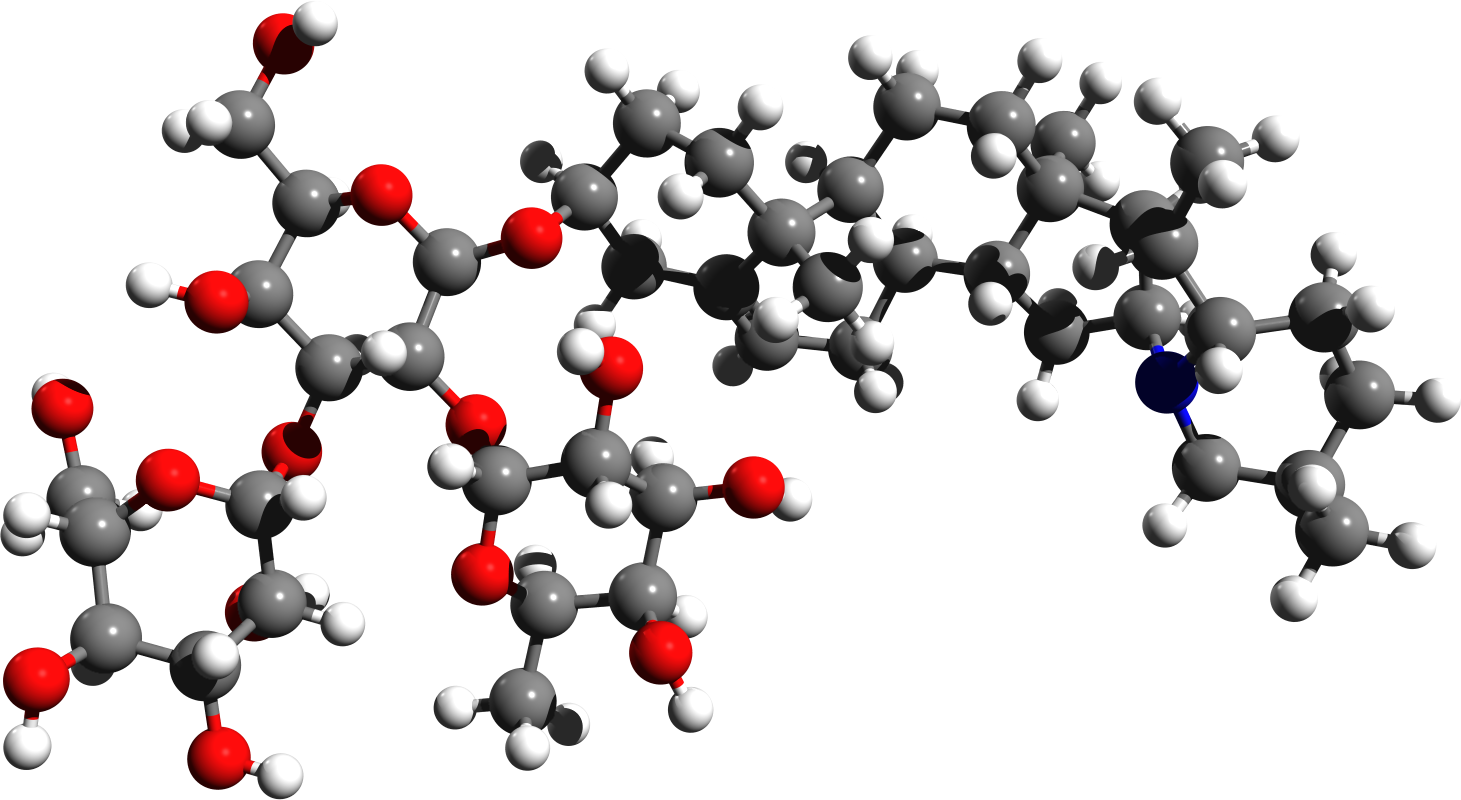
Molekylmodell.

Solanin är en glykoalkaloid med den kemiska formeln C45H73NO15 som förekommer naturligt i alla potatisväxter som ett skydd mot angrepp av svampar och bakterier. Det är väldigt giftigt för både människor och djur, även i små doser. Solanin förekommer i alla delar av plantan och ämnet tillhör den kemiska gruppen saponiner.

## Solaninförgiftning
En dos på 24 till 48 milligram solanin kan vara dödlig för en vuxen människa, men som regel behövs en betydligt större dos för att med säkerhet förorsaka dödsfall, uppemot 400 mg.

### Gränsvärden
Myndigheterna i vissa länder har satt en gräns att man inte får sälja potatis med mer än 200 mg glykoalkaloider per kilo färskvikt. Det gäller bland annat i Sverige, men EFSA, den europeiska matsäkerhetsmyndigheten, har dock inte uttalat sig i frågan. Att man inte har mer tydligt uttalade gränsvärden kan bero på att det finns ganska få fall beskrivna i den vetenskapliga litteraturen där människor blivit stark negativt påverkade av glykoalkaloider från potatis.

### Förgiftningssymptom
De symptom man sett och som kunnat härledas till potatis, är yrsel, illamående, feber, hallucinationer och enstaka dödsfall. Utifrån det har man sedan kommit fram till att den lägsta dödliga dosen för människor ligger på 3–6 mg/kg kroppsvikt, dvs 210–420 mg solanin vid engångsdos om man väger 70 kg. Det skulle man teoretiskt kunna uppnå om man äter 3-6 kg oskalad potatis som innehåller 75 mg/kg vid ett och samma tillfälle. Skalar man potatisen behöver man äta ännu mer potatis då skalet innehåller högst nivå av glykoalkaloider.
Giftinformationscentralen rekommenderar att man kontaktar dem om fler än 5 bär, groddar eller gröna växtdelar har förtärts.
I försök på människor där man intravenöst tillfört solanidin, alkaloiddelen av solanin (kemisk formel C27H43NO), försvann 90 % ut från blodet och in i kroppens celler inom 20 minuter. Endast 5 % av dosen lämnade kroppen efter 24 timmar och sedan bara 1-2 % varje efterföljande dygn, vilket tyder på ett aktivt upptag och ackumulering i cellerna.
Av den dryga handfull fall av allvarlig solaninförgiftning som beskrivits i litteraturen de senaste hundra åren har nivåerna av solanin varit 100-400 mg/kg potatis.
I tester på människor där man oralt gav glykoalkaloider från potatis i en dos på 2 mg/kg kroppsvikt, dvs 140 mg för en person som väger 70 kg (motsvarar ca 2 kg potatis) noterade man förgiftningssymptom hos en del av individerna. Lägre doser gav inga eller mycket svaga symptom. Högre doser testades inte.
Potatis som utsätts för angrepp i form av fysisk skada eller ljus kan utveckla förhöjda solaninnivåer. Är en potatis grön till färgen, så har den utsatts för ljus och är ej lämplig som föda eftersom solanininnehållet då har ökat. Den gröna färgen är dock inte solanin, utan orsakas av klorofyll, men är ett säkert tecken på att potatisen innehåller högre halter av solanin.

## Mekanism
Giftet tros påverka mitokondriemembranen, vars kaliumkanaler slås på. Detta leder till kemiska obalanser och mekaniska skador på cellnivå med påföljande celldöd (apoptos).